# Esther André González
Esther André González (Ciudad de México, 1961) es una directora teatral, actriz y dramaturga mexicana con una destacada trayectoria tanto en su país de origen como en Francia, donde concluyó su formación profesional como integrante de la compañía Theatre du Soleil, de Ariane Mnouchkine y desarrolló parte fundamental de su trayectoria como intérprete, y en Grecia, nación donde radica y trabaja desde 2007.

## Biografía
Nacida en la Ciudad de México, su educación básica y media transcurrió en escuelas de innovación pedagógica que seguían la tendencia de la educación activa. Integrante de una familia interesada en las humanidades, en la cual también creció su hermano, el músico Alfonso André, ella mostró desde temprano interés en las artes escénicas, por lo cual trabajó con el director Virgilio Mariel, que solía realizar representaciones con niños. Ingresó en 1981 a estudiar la carrera de Teatro en la Escuela Nacional de Arte Teatral del Instituto Nacional de Bellas Artes. Continuó su formación en París, Francia donde conoció al pintor Christos Konstantellos, pintor griego más tarde devenido escenógrafo y director de artepara puestas en escena, con quien casó en 1997 en ese país. Desde 2007 residen en Atenas, Grecia, donde formó parte del grupo de fundadores del colectivo de artistas teatrales 42 Zone y fue profesora de la reconocida Escuela de Teatro Delos (The Delos Theatre School).

## Formación
Egresada de la Escuela Nacional de Arte Teatral del Instituto Nacional de Bellas Artes en la Universidad Nacional Autónoma de México, decidió seguir su interés en la interpretación con fuerte componente corporal y estudiar la commedia dell’arte, mímica y clown, para lo cual reunió todos los recursos que pudo con el fin de viajar a Francia, donde ingresó a la escuela de Ecole Jacques Lecoq. Más adelante asistió al Conservatoire National Supérieur d'Art Dramatique de París como discípula de Mario González, Michel Bouquet y Bernard Dort. Hizo la licenciatura de Estudios Teatrales en la Nouvelle Sorbonne. Estudió clown y máscara con Philippe Hottier (clown, masque). También complementó su formación escénica en los talleres impartidos por Yosho Oida, Tapa Sudana, Pierre Debauche, Philippe Hottier , E. Chailloux, así como los de teatro tradicional, canto y danza de distintas culturas, como los de la profesora Pei Yaling y M. Guó, de la Ópera de Pekín, Teatro Balinés-Topeng con I. Made Djimat y Cristina Wistar, Teatro danza hindú Kathakali con Balakrishnam y Karuna Karan;  el arte del Griot o narrador ritual africano con Sotigui Kuyaté,  y de Commedia dell'arte, con Carlo Boso. Profundizó sus conocimientos sobre música y canto con Tamia Valmont (Teatro musical) tambores japoneses con Jai-Kin,  de la Eiichi Saito Kodo Foundation, y tambor coreano Oscar Sisto. 

## Desarrollo profesional

### Intérprete
Como actriz cinematográfica participó en Flor de corazón (1984), Coyoacán (1983) y  Un cuento (1983) y Mitriarhia (2014). Nadja, L’ Escorpionne, Histoire d’Amour, Les illusions perdues. Ha participado en programas de TV y radio: Radio France Culture, Au dessous du volcan, Retour de la Pampa, On the road.
En 1990 fundó la compañía Teatro Pirekua, en París, con la finalidad de montar obras contemporáneas latinoamericanas. En 1993 fue aceptada para integrarse en 1993 a la compañía Theatre du Soleil, de Ariene Mnouchkine, de la que formó parte hasta 1999,años en los cuales participó en una veintena de puestas en escena del repertorio clásico y contemporáneo, en montajes como La ville parjure ou le réveil des Érinyes (La ciudad perjura o el despertar de las Erinias), Le Tartuffe(Tartufo) y Et soudain des nuits d’éveil (Y de pronto, noches en vela; Festival Chejov, Moscú, 1998).

### Directora
Además de su carrera como intérprete, realizó asistencias de dirección para Jean-Pierre Martinez, Guadalupe Bocanegra y Miguel Borras, y fue creciendo su actividad como directora teatral. Al comenzar el milenio dirigió Orinoco, de Emilio Carballido, puesta en escena que le permitió presentarse en París y en festivales europeos y del mundo; esta misma fue presentada en México. Otras obras dirigidas en Francia y distintos países francófonos fueron Coté jardin (Festival L'oeil du cyclone-Océan Indien, Ile de la Réunion), Le Cabaret Récapitulatif, (Théâtre Impérial de Compiègne), Les deux Frida de Esther André González (París, festival de Frida Kahlo, 2005), L'exception et la règle de Bertolt Brecht, (codirigida con F. Lecour, Théâtre de Caen, gira en Francia), Le Rêveur de J-H. Blumem, (París), Les Fantômes de mes Jenny's de A. Sigichelli (París, Festival Nous N’Irons Pas à Avignon, gira en Francia), la mencionada Orinoco de Carballido (París, de gira en México en 2000), Solo de B. Liègne (París), La Fille du Diable de Sandoval (París).
Tras emigrar a Grecia en 2007 formó la compañía Freak Lab con el escenógrafo Christos Konstantellos, el compositor Orestes Kamberidis y la actriz Angeliki Dimitrakopoulou; entre otras obras montaron Low Level Panic de la escritora británica Claire McIntyre, una exploración de tres paradigmas femeninos en un contexto contemporáneo, y Alpenstock, del francés Rémi de Vos. También en Atenas ha dirigido Feliz ... nieve de E. Maragou, El refrigerador del dramaturgo y cartonista argentino Copi, Frida / Frida de Esther André Gonzalez (2008, 2013), Filomena Marturano de Eduardo de Filippo, La Comedia de los errores de W. Shakespeare,  La rosa tatuada de Tennessee Williams, Chéjov, ¿mudo? de Elias Maroutsis (2018), Fedra y los laberintos de Ximena Escalante, Mala Junta, el último tango de Esther André González.
En su país natal se había iniciado como asistente de los reconocidos directores teatrales Enrique Pineda, Yolanda Fueros y Miguel Ángel Tenorio, actividad que dejó al partir a Francia. Más adelante montó como directora Homérica de D. Dimitriades (Ciudad de México), F.  o la desesperación de M . Yourcenar (I Festival de Teatro Intrauniversitario, Universidad Autónoma de Nuevo León, Μonterrey, México), La Comedia de los errores de W. Shakespeare, (Ciudad de México, codirigida con A.L. Palacios, Teatro UNAM, gira en México), Egeo de Εmilio Carballido, (Ciudad de México); realizó la puesta en escena del espectáculo Caifanes, sexto aniversario, (presentado en la Ciudad de México y en gira por todo el continente americano), Teules, la balsa de serpientes de Esther André González, (Ciudad de México, gira en México, en coproducción con el Instituto Francés de América Latina IFAL), Selaginela, de Emilio Carballido (Ciclo Historias de la Ciudad de México en homenaje a Emilio Carballido, Microteatro, 2015) así como el monólogo El Kameh hame ha, de Jaime Chabaud (2018).

### Dramaturga
Es autora de las siguientes obras:
Mon cher amour (1989), 
L’évangile selon le clown (1989), 
Ment-songe (1990), 
Teules, le radeau des serpents (1991), 
Dors petite, dors (2006), 
Dorothy darling (2006), 
Frida/Frida (2007).
La porte du bout du Monde (2009).

### Formadora
Desde 1990 imparte clases magiteriales en distinos foros. Es integrante de The Delos Theatre School. Destaca su actividad en el Centro Universitario de Teatro, de la Universidad Nacional Autónoma de México, a donde asistió en 2010 como parte de intercambio académico con la institución citada,  dirigió a alumnos del Centro en la puesta en escena Odiseo, identidad y regreso y en 2015 “¿Cuál es la opinión de Pitágoras sobre las aves salvajes?”, una adaptación en clave clown del clásico Noche de reyes, de William Shakespeare.